# Santuario de la naturaleza de la Laguna Torca
El santuario de la naturaleza Laguna Torca es un santuario de la naturaleza de Chile creado por decreto 680 de 1975 para proteger un área de 138,73 hectáreas ubicadas en y en torno al laguna Torca.